# Comoara Națională: Cartea Secretelor
Comoara Națională: Cartea Secretelor (titlu original: National Treasure: Book of Secrets) este un film american din 2007 regizat de Jon Turteltaub. Rolurile principale au fost interpretate de actorii Nicolas Cage, Diane Kruger, Justin Bartha, Jon Voight, Harvey Keitel, Ed Harris, Bruce Greenwood și Helen Mirren. Este un sequel al National Treasure din 2004

## Distribuție
- Nicolas Cage - Benjamin Franklin "Ben" Gates
- Justin Bartha - Riley Poole, Ben's best friend
- Diane Kruger - Dr. Abigail Chase, Ben's colleague and girlfriend
- Jon Voight - Patrick Henry Gates, Ben's father who is divorced from his wife Emily.
- Helen Mirren - Dr. Emily Appleton-Gates, Ben's mother who is divorced from her husband, Patrick.
- Ed Harris - Mitch Wilkinson, a black market dealer
- Harvey Keitel -  FBI Special Agent Sadusky
- Armando Riesco - FBI Special Agent Hendricks
- Alicia Coppola - FBI Special Agent Spellman
- Albert Hall - Dr. Nichols
- Bruce Greenwood - President of the United States
- Ty Burrell - Connor, Abigail's new boyfriend who works at the White House